# Archidela
Archidela is een geslacht van kevers uit de familie van de loopkevers (Carabidae). De wetenschappelijke naam van het geslacht is voor het eerst geldig gepubliceerd in 1963 door Rivalier.

## Soorten
Het geslacht Archidela omvat de volgende soorten:
- Archidela darwini (Sloane, 1909)
- Archidela nigrina (W.J.MacLeay, 1888)